# Malmö Arena
Malmö Arena is een stadion en concertzaal in de Zweedse stad Malmö. Het is de thuisbasis van de ijshockeyclub Malmö Redhawks. Zowel in 2013 als in 2024 werd hier het Eurovisiesongfestival gehouden. In 2011 was de hal het decor van het Wereldkampioenschap handbal mannen. In de arena is plaats voor 15.500 personen in concertopstelling. Dit maakt het de zesde grootste arena van Zweden, na o.a. de Ullevi Arena in Gothenburg, de Friends Arena en de Avicii Arena beide in Stockholm.